# Hypolobocera olgaluciae
Hypolobocera olgaluciae is een krabbensoort uit de familie van de Pseudothelphusidae. De wetenschappelijke naam van de soort is voor het eerst geldig gepubliceerd in 2007 door Ramos-Tafur & Ríos.